# Melophorus
Melophorus is een geslacht van vliesvleugelige insecten van de familie Mieren (Formicidae).

## Soorten
- M. aeneovirens (Lowne, 1865)
- M. anderseni Agosti, 1998
- M. bagoti Lubbock, 1883
- M. biroi Forel, 1907
- M. bruneus McAreavey, 1949
- M. constans Santschi, 1928
- M. curtus Forel, 1902
- M. fieldi Forel, 1910
- M. fulvihirtus Clark, 1941
- M. hirsutus Forel, 1902
- M. insularis Wheeler, W.M., 1934
- M. iridescens (Emery, 1887)
- M. laticeps Wheeler, W.M., 1915
- M. ludius Forel, 1902
- M. majeri Agosti, 1998
- M. marius Forel, 1910
- M. mjobergi Forel, 1915
- M. omniparens Forel, 1915

- M. pillipes Santschi, 1919
- M. potteri McAreavey, 1947
- M. scipio Forel, 1915
- M. turneri Forel, 1910
- M. wheeleri Forel, 1910